# Championnat d'Asie de rink hockey 1987
Navigation
Championnat d'Asie 1967 Championnat d'Asie 1989
Le Championnat d'Asie de rink hockey 1987 est la 2e édition de la compétition organisée par la Confederation of Asia Roller Sports et réunissant les meilleures nations asiatiques. Cette édition a lieu à Suwon, en Corée du Sud.
L'équipe de Macao remporte son premier titre, devant l'Inde et le Japon. 

## Classement
|   | Equipe       | PT | J | G | N | P | BP | BC | Diff. |
| - | ------------ | -- | - | - | - | - | -- | -- | ----- |
| 1 | Macao        | 10 | 5 | 5 | 0 | 0 | 45 | 7  | +38   |
| 2 | Inde         | 8  | 5 | 4 | 0 | 1 | 64 | 12 | +54   |
| 3 | Japon        | 6  | 5 | 3 | 0 | 2 | 43 | 10 | +33   |
| 4 | Taïwan       | 4  | 5 | 2 | 0 | 3 | 24 | 28 | -4    |
| 5 | Corée du Sud | 2  | 5 | 1 | 0 | 4 | 12 | 64 | -54   |
| 6 | Hong Kong    | 0  | 5 | 0 | 0 | 5 | 1  | 68 | -67   |

## Source de la traduction
- (it) Cet article est partiellement ou en totalité issu de l’article de Wikipédia en italien intitulé « Roller Hockey Asia Cup 1987 » (voir la liste des auteurs).